# Модесто
Модесто (енгл. Modesto) град је у америчкој савезној држави Калифорнија. По попису становништва из 2010. у њему је живело 201.165 становника.

## Демографија
Према попису становништва из 2010. у граду је живело 201.165 становника, што је 12.309 (6,5%) становника више него 2000. године.
|                   | 2010.            | 2000.            |
| Укупно            | 201 165 (100,0%) | 188 856 (100,0%) |
| Белци             | 99 347 (49,39%)  | 112 466 (59,55%) |
| Хиспаноамериканци | 71 381 (35,48%)  | 48 310 (25,58%)  |
| Азијати           | 13 557 (6,739%)  | 11 388 (6,030%)  |
| Остали            | 8 484 (4,217%)   | 9 193 (4,868%)   |
| Афроамериканци    | 8 396 (4,174%)   | 7 499 (3,971%)   |

## Партнерски градови
- Лавал
- Агваскалијентес
- Хмељницки
- Куруме
- Вернон
- Виџајавада